# 시골소녀 폴리아나
《시골소녀 폴리아나》는 일본의 애니메이션이다. 뉴잉글랜드를 무대로 한다.
•••

## 등장인물
- 폴리아나 휘티어 - 주인공 8살의 소녀. 서부에서 아버지 존 목사와 어머니 제니와 함께 살고 있었으나, 4살 때 어머니를 잃고, 8살 때 아버지마저 잃고 천애고아가 되었으며, 유일한 혈육인 폴리 이모와 살게 된다.
- 존 휘티어 - 폴리아나의 아버지. 2화에서 세상을 떠났다.
- 제니 휘티어 - 폴리아나의 어머니. 현재는 고인.
- 폴리 해링턴 - 폴리아나의 이모. 완고한 성품을 가지며 작고한 언니의 딸인 폴리아나를 의무감에 맡았다. 형부가 언니와 결혼한 후 해링턴 가를 불행하게 만들었다고 생각하여 미워했고, 조카 폴리아나도 처음에 미워했으나, 폴리아나는 점점 그녀의 가장 소중한 존재가 되어간다.
- 낸시 - 폴리 해링턴 저택의 메이드.
- 지미 - 폴리아나의 친구. 고아원에 살고 있지만, 존 팬들턴 소유의 숲에 자신의 보금자리를 지은 일로 존과 알게 되고, 존의 양자가 되어 이름이 지미 팬들턴으로 바뀐다.
- 팬들턴 - 벨딩스빌 제일의 부자이지만, 숲 속 저택에서 사람들을 피해 혼자 살고 있다. 칠턴과는 옛 친구.
- 철턴 - 의사. 폴리 해링턴의 옛 연인이었으나, 헤어졌다. 훗날 다시 화해하고 그녀와 결혼하여 폴리아나의 이모부가 된다. 이후 사망한다.
- 톰 페이슨 - 해링턴 저택의 관리인장으로, 티모시의 아버지.
- 더긴 페이슨 - 해링턴 저택의 하인으로, 티모시의 어머니.
- 티모시 페이슨 - 해링턴 저택의 관리인으로, 톰과 더긴의 아들.
- 에임스 - 보스턴의 병원에서 폴리아나의 수술을 담당한 의사 선생님. 칠턴의 대학 선배.
- 델라 웨더비 - 폴리아나의 담당 간호사. 웨더비 가문의 막내딸로 커루 부인의 여동생.
- 커루 부인 - 보스턴의 대부호 커루 가의 아름다운 여주인.
- 제이미 겐트 - 행방불명된 커루 부인의 조카.
- 제이미 - 다리가 불편해 휠체어를 타고 있지만 예의바른 착한 소년. 폴리아나와 친하다.
- 세이디 - 폴리아나와 제이미의 친구.

## 목소리 출연
• 이선주 - 폴리아나
- 장미 - 폴리아나
- 전진아 - 폴리, 내레이션
- 권다예 - 커루
- 신나리 - 낸시, 믹키, 세이디
- 임혁 - 존, 칠턴
- 박준형 - 톰
- 이세레나 - 화이트 부인, 제니, 어린 제니, 제이미, 수지
- 박준원 - 화이트 씨, 팬들턴
- 김종엽 - 티모시, 퍼킨스
- 이주은 - 더긴, 메어리, 베티
- 손정민 - 카렌, 델라
- 김채린 - 존스 회장, 지미, 브리짓
- 원종준 - 에임스, 지미 아버지

## 방영목록
| 회차       | 주제                   |
| ---------- | ---------------------- |
| 1화        | 교회의 소녀            |
| 2화        | 아빠,죽으면 싫어요     |
| 3화        | 언덕위의 찬송가        |
| 4화        | 작은 다락방            |
| 5화        | 낸시와의 약속          |
| 6화        | 폴리아나는 말썽꾸러기  |
| 7화        | 이모의 꾸중            |
| 8화        | 이상한 신사            |
| 9화        | 사고뭉치 지미소년      |
| 10화       | 지미의 궁전            |
| 11화       | 숲에서 생길 일         |
| 12화       | 낸시를 용서하세요      |
| 13화       | 다람쥐 소동(전편)      |
| 14화       | 다람쥐 소동(후편)      |
| 15화       | 손거울의 추억          |
| 16화       | 지난날의 수수깨끼      |
| 17화       | 이모,비밀이 있었나봐요 |
| 18화       | 벤델턴의 고백          |
| 19화       | 수수깨끼의 열쇠        |
| 20화       | 놀라운 비밀            |
| 21화       | 폴리아나가 위험해      |
| 22화       | 무서운 선고            |
| 23화       | 걸을 수가 없어요       |
| 24화       | 다행을 잡아라          |
| 25화       | 다시 한번 걷고 싶어요  |
| 26화       | 위험한 수술            |
| 27화       | 죽지마 폴리아나        |
| 28화       | 되찾은 사랑            |
| 29화       | 소리없는 그림자        |
| 30화       | 아쉬운 작별            |
| 31화       | 보스턴에서의 새생활    |
| 32화       | 길잃은 폴리아나        |
| 33화       | 해피를 되찾아라        |
| 34화       | 돌아온 해피            |
| 35화       | 슬픈비밀               |
| 36화       | 귀공자 제임스          |
| 37화       | 뒷골목의 천사          |
| 38화       | 사랑하는 제이미        |
| 39화       | 참다운 행복            |
| 40화       | 파티에서 생긴일        |
| 41화       | 보스턴이여 안녕        |
| 42화       | 내친구 지미            |
| 43화       | 운명의 그림자          |
| 44화       | 이모부를 구해주세요    |
| 45화       | 슬픔을 넘어서          |
| 46화       | 시들어버린 장미꽃      |
| 최종화(47) | 제이미 캔트의 비밀     |

## 같이 보기
- 금발의 제니 (애니메이션)